# Aston Martin Residences
Aston Martin Residences es un rascacielos en Miami, ubicado en el centro de la ciudad a orillas del río Miami y la Bahía Vizcaína. El complejo cuenta con un puerto deportivo con capacidad para superyates y alberga cerca de 400 apartamentos, la mayoría de las cuales se vendieron a partir de 2020.
El 1 de diciembre de 2021, el edificio se coronó oficialmente como el edificio residencial más alto de Estados Unidos al sur de la ciudad de Nueva York con un espectáculo de fuegos artificiales en el río Miami, además se convirtió en el segundo edificio más alto de Miami y Florida.
La financiación de la construcción estuvo a cargo de Aston Martin y G&G Business Developments de Germán Coto, dueño también de COTO CICSA.